# واقعیت (فیلم ۲۰۱۲)
واقعیت (انگلیسی: Reality) فیلمی به کارگردانی ماتئو گارونه است که در سال ۲۰۱۲ منتشر شد.

## جوایز و نامزدها
این فیلم نامزد نخل طلا شد و جایزه بزرگ جشنواره فیلم کن ۲۰۱۲ را از آن خود کرد.